# 最高樞密院
最高枢密院是1726年至1730年俄罗斯帝国的最高国家咨询机构。由6-8人组成。它由女皇叶卡捷琳娜一世创建，作为一个咨询机构，解决了最重要的国家问题。议会中的关键职位最初由亚历山大·达尼洛维奇·缅什科夫担任，在他被流放之后（1727 年），由多尔戈鲁科夫 (Dolgorukov) 和戈利岑 (Golitsyn) 王子担任。

## 链接
- 俄罗斯帝国法律全集《关于设立最高枢密院》的法令。
- 《俄罗斯帝国法律全集》中的宣言“关于摧毁最高枢密院和高级参议院以及恢复前执政参议院” 。
- 最高枢密院的议定书、期刊和法令。 1726-1730 /编者。 N.F.杜布罗维纳//俄罗斯帝国历史学会收藏。 - T.55。 -СПб. ，1886 年。 - 摘录：第 1-24 页。
- 最高枢密院的议定书、期刊和法令。 1726-1730在特维尔教区的网站上